# Orange (Californie)
Pour les articles homonymes, voir Orange.
Orange est une ville des États-Unis qui se trouve dans le comté d'Orange (Californie) et dont la population est supérieure à 100 000 habitants. La ville est à six kilomètres au nord du siège du comté, Santa Ana, et à environ 52 kilomètres au sud-est de Los Angeles. Orange est inhabituelle du fait que beaucoup des bâtiments de son Old Town District furent construits avant 1920 ; alors que presque toutes les autres villes de la région ont démoli de telles maisons dans les années 1960, Orange a décidé de les conserver.

## Histoire
Des membres des Tongvas et des nations Juaneño/Luiseño habitaient depuis longtemps la région. Après l'expédition de Gaspar de Portolà en 1769, une expédition espagnole organisé par le père Junípero Serra nomma la zone Vallejo de Santa Ana (« Vallée de Sainte Anne »). Le 1er novembre 1776, la mission San Juan Capistrano devint la première colonie européenne permanente en Haute-Californie (Nouvelle-Espagne).
En 1801, l'Empire espagnol céda 62 500 acres, soit environ 25 292 ha (25,292 km2) à Jose Antonio Yorba, qu'il nomma Rancho San Antonio. Le ranch de Yorba incluait les terres où les villes d'Olive, d'Orange, de Villa Park, de Santa Ana, de Tustin, de Costa Mesa et de Newport Beach se trouvent aujourd'hui. De plus petits ranchs évoluèrent de celui-ci, dont le Rancho Santiago de Santa Ana.
Don Juan Pablo Grijalva, soldat espagnol, eut la permission en 1809 du gouvernement colonial espagnol d'établir un ranch.
Après la guerre américano-mexicaine, la Californie devint une partie du territoire des États-Unis à la signature du Traité de Guadalupe Hidalgo en 1848, et bien que beaucoup de Californios aient perdu leurs titres de propriété, les descendants de Grijalva ont conservé leurs propriétés par des mariages Anglo-Américains.
En 1869, les avocats de Los Angeles Alfred Chapman et Andrew Glassell reçurent, comme paiement pour des services légaux, 1 385 acres, soit environ 560 ha (5,6 km2), de terres du Rancho Santiago de Santa Ana, qu'ils divisèrent rapidement en une ville de 1,6 km2 avec un certain nombre de fermes l'entourant. Originellement la communauté s'appelait Richland, mais la demande d'un bureau de poste fut refusé à la ville en 1873, du fait qu'un Richland existait déjà dans le comté de Sacramento. D'après le livre California from the Conquistadores to the Legends of Laguna de Roeger W. Jones, Alfred Chapman (qui voulait le nom de « Lemon »), Andrew Glassell (qui préférait « Orange »), et deux autres prétendants (qui préféraient « Olive » et « Walnut ») jouèrent une partie de poker dont l'enjeu était le renommage de la ville. Glassell, né dans le Comté d'Orange (Virginie) (lui-même nommé non d'après le fruit, mais d'après le Prince Guillaume IV d'Orange-Nassau), gagna la partie, et en 1875, Richland fut renommé Orange. Les autres noms devinrent ceux de rues de la ville.
La ville s'est développée autour d'une place centrale en forme de rond-point qui est resté aujourd'hui, et fut soumis à la législation de l'État de Californie le 6 avril 1888. Du fait qu'Orange était la seule ville du comté à être organisée autour d'une place lui valut le surnom de « Plaza City ».
La ville a connu sa première explosion de la croissance durant les dernières décennies du XIXe siècle (comme cela s'est passé dans les communautés environnantes), grâce à une demande croissante d'agrumes de Californie, une période souvent nommé « Orange Era ». Le boom de l'immobilier de 1886-1888 au sud de la Californie, alimenté par la guerre des tarifs de chemin de fer, contribua aussi a augmenter la population. Comme dans la plupart des villes du comté, l'agriculture était la colonne vertébrale de l'économie locale, et la croissance fut lente mais régulière jusqu'aux années 1950, quand un deuxième boom immobilier a de nouveau encouragé le développement.

## Géographie
D'après le Bureau du recensement des États-Unis, Orange a une surface de 69,9 km2, dont 59,9 km2 sont des terres et 1,3 km2 de l'eau (soit 1,9 % de la surface).

### Climat
| Mois                              | jan. | fév. | mars | avril | mai  | juin | jui. | août | sep. | oct. | nov. | déc. | année |
| --------------------------------- | ---- | ---- | ---- | ----- | ---- | ---- | ---- | ---- | ---- | ---- | ---- | ---- | ----- |
| Température minimale moyenne (°C) | 7,2  | 7,7  | 8,3  | 10    | 12,2 | 13,8 | 16,1 | 16,6 | 15,5 | 13,3 | 10   | 7,7  | 11,6  |
| Température maximale moyenne (°C) | 18,3 | 19,4 | 19,4 | 21,6  | 22,2 | 25   | 27,7 | 28,3 | 27,7 | 25   | 21,6 | 18,8 | 22,7  |
| Précipitations (mm)               | 6,8  | 6    | 6,3  | 2,5   | 0,5  | 0,2  | 0    | 0,2  | 0,5  | 0,7  | 3,3  | 4,5  | 32    |

### Urbanisme

#### Transports

##### Routes
Comme la plupart des villes de Californie du Sud, le premier moyen de transport est l'automobile. Orange est proche de plusieurs highways de l'état, comme l'Interstate 5, connus aussi sous le nom de Santa Ana Freeway. La jonction de « la 5 » avec deux autres highways d'état (la SR-57 Orange Freeway et la SR-22 Garden Grove Freeway), communément appelé Orange Crush, est l'un des échangeurs autoroutiers les plus fréquentés du comté d'Orange, et se trouve au sud-ouest de la ville.

##### Aéroport
L'aéroport John-Wayne (SNA) près de Santa Ana dessert quotidiennement une ligne dans la région.

## Politique
Au Sénat de l'État de Californie , Orange est divisé entre le 34e district du Sénat , représenté par le démocrate Tom Umberg , et le 37e district du Sénat , représenté par le républicain Steven Choi .  À l' Assemblée de l'État de Californie , il est divisé entre le 59e district de l'Assemblée , représenté par le républicain Phillip Chen , et le 68e district de l'Assemblée , représenté par le démocrate Avelino Valencia . 
À la Chambre des représentants des États-Unis , Orange est divisé entre le 40e district du Congrès de Californie , représenté par le républicain Young Kim , et le 46e district du Congrès de Californie , représenté par le démocrate Lou Correa . 
Orange, comme une grande partie du comté d'Orange, est connue pour sa richesse et son conservatisme politique . Une étude universitaire de 2005 a classé Orange parmi trois villes du comté d'Orange parmi les 25 « villes les plus conservatrices » d'Amérique, ce qui en fait l'un des deux comtés du pays contenant plus d'une ville de ce type ( le comté de Maricopa, en Arizona, compte également trois villes sur la liste). 
Orange est restée une ville quelque peu conservatrice ces dernières années. Cependant, en 2016, Hillary Clinton a battu Donald Trump par 1 463 voix (2,7 %). Néanmoins, la ville a voté républicain 3 % de plus que la moyenne du comté d'Orange, et près de 14 % de plus que l'État de Californie dans son ensemble. En 2020, Joe Biden a remporté la ville avec une marge plus importante, remportant 52,5 % des voix contre 45,2 % pour Donald Trump, bien que ce soit toujours beaucoup plus faible que sa marge à l'échelle de l'État.
Selon le secrétaire d'État de Californie , au 10 février 2019, Orange comptait 69 828 électeurs inscrits. Parmi eux, 25 744 (36,87 %) étaient des républicains inscrits, 22 162 (31,74 %) étaient des démocrates inscrits et 18 759 (26,86 %) étaient des indépendants. 

## Démographie
| Groupe            | Orange | Californie | États-Unis |
| ----------------- | ------ | ---------- | ---------- |
| Blancs            | 67,1   | 57,6       | 72,4       |
| Autres            | 15,1   | 17,0       | 6,2        |
| Asiatiques        | 11,3   | 13,1       | 4,8        |
| Métis             | 4,0    | 4,9        | 2,9        |
| Afro-Américains   | 1,6    | 6,2        | 12,6       |
| Amérindiens       | 0,7    | 1,0        | 0,9        |
| Océaniens         | 0,3    | 0,4        | 0,2        |
| Total             | 100    | 100        | 100        |
|                   |        |            |            |
| Latino-Américains | 38,1   | 37,6       | 16,7       |

| 1880 | 1890 | 1900  | 1910  | 1920  | 1930  |
| ---- | ---- | ----- | ----- | ----- | ----- |
| 679  | 866  | 1 216 | 2 920 | 4 884 | 8 066 |

| 1940  | 1950   | 1960   | 1970   | 1980   | 1990    |
| ----- | ------ | ------ | ------ | ------ | ------- |
| 7 901 | 10 027 | 26 444 | 77 365 | 91 450 | 110 658 |

| 2000    | 2010    | - | - | - | - |
| ------- | ------- | - | - | - | - |
| 128 821 | 136 416 | - | - | - | - |

Selon l'American Community Survey pour la période 2011-2015, 59,54 % de la population âgée de plus de cinq ans déclare parler l'anglais à la maison, 27,92 % déclare parler l'espagnol, 2,61 % le vietnamien, 1,74 % le tagalog, 1,47 % une langue chinoise, 1,24 % le coréen, 0,71 % l'arabe, 0,50 % le persan et 4,27 % une autre langue.

## Éducation
- Université Chapman
- Santiago Canyon College
- Orange High School — avec l'équipe des Panthers
- El Modena High School — avec l'équipe des Vanguards
- Orange Unified School District — District scolaire publique d'Orange et ses environs
- Lutheran High School of Orange County — Avec l'équipe des Lancers

## Culture et patrimoine

### Points d'intérêt
Orange possède des parcs, des lacs, et un petit zoo.
The Block at Orange, un centre commercial majeur de la région.

### Personnalités liées à la ville
- Fred Kelly, champion olympique sur 110 mètres haies en 1912, né à Orange en 1891.
- Dustin Kensrue, musicien du groupe Thrice, vit à Orange.
- Ruby Keeler, actrice et résidente occasionnelle d'Orange.
- Steve Johnson, tennisman professionnel né à Orange en 1989.
- Toni Childs, chanteuse.
- Mitch Lucker, chanteur du groupe Suicide Silence, meurt à Orange le 1er novembre 2012 des suites d'un accident de moto[7].
- Milo Ventimiglia, acteur.